# Магнітопауза

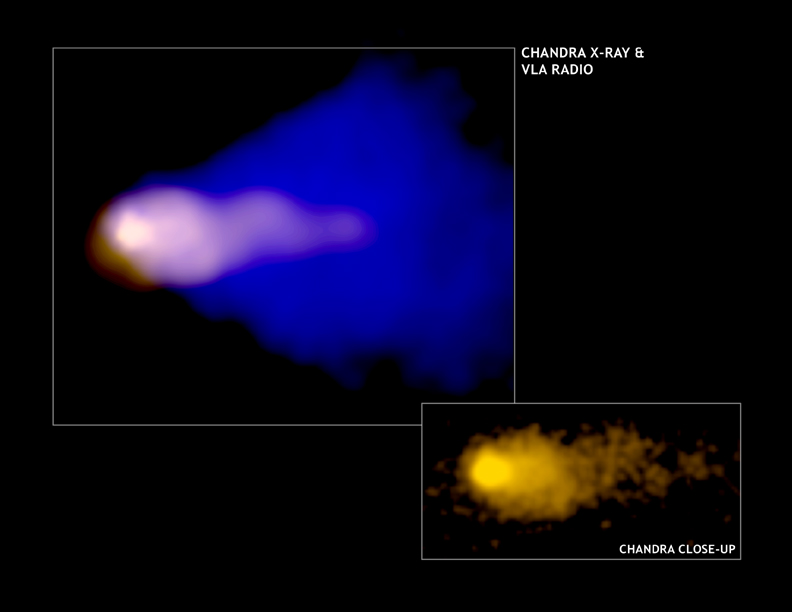
Радіоджерело G359.23-0.82 (Миша): Пульсар PSR J1747-2958, що рухається зі швидкістю ~ 600 км / с через міжзоряний газ. Видно конус ударної хвилі (радіозображення, синій колір) і хмари плазми, розігріті вторинної ударною хвилею на кордоні магнітосфери (рентгенівське зображення, жовтий колір).

Магнітопауза (магнетопауза) — межа магнітосфери небесного тіла, на якій тиск магнітного поля дорівнює тиску плазми, що оточує магнітосферу .
Еквівалентне визначення: поверхня, на якій густина енергії магнітного поля дорівнює густині кінетичної енергії рухомої плазми, яка оточує небесне тіло.
Як рухома плазма можуть виступати сонячний або зоряний вітер (в разі планет) аккреціююча матерія (кратні зоряні системи) іонізований міжзоряний газ (зірки з великими власними швидкостями).
Внаслідок гідромагнітних ефектів і нестійкості, магнітопауза може приймати складну форму (див. рис.) При цьому можливе проникнення іонізованої матерії в магнітосферу.